# Pouilly-en-Auxois
Pouilly-en-Auxois ist eine französische Gemeinde mit 1.554 Einwohnern (Stand: 1. Januar 2022) im Département Côte-d’Or in der Region Bourgogne-Franche-Comté; sie gehört zum Arrondissement Beaune und zum Kanton Arnay-le-Duc.

## Geographie
Pouilly-en-Auxois liegt etwa 40 Kilometer westsüdwestlich von Dijon am Canal de Bourgogne. Umgeben wird Pouilly-en-Auxois von den Nachbargemeinden Bellenot-sous-Pouilly im Norden, Civry-en-Montagne im Nordosten, Créancey im Osten und Südosten, Meilly-sur-Rouvres im Süden sowie Thoisy-le-Désert im Westen.
Im Gemeindegebiet liegt das Autobahndreieck von Autoroute A6 und Autoroute A38.

## Geschichte
Der Ort war zunächst auf dem Berg Saint-Pierre um die frühere, mittlerweile nicht mehr vorhandene Burg errichtet worden. Dort befindet sich noch heute die Kapelle Notre-Dame-Trouvée. Im 16. Jahrhundert wurde der Ort tiefer im Tal neu errichtet. 1868 wurde in der neuen Ortslage auch die heutige Kirche Saint-Pierre erbaut.

## Bevölkerungsentwicklung
| Jahr                       | 1962 | 1968 | 1975 | 1982 | 1990 | 1999 | 2006 | 2019 |
| Einwohner                  | 1046 | 1136 | 1198 | 1396 | 1372 | 1502 | 1447 | 1537 |
| Quellen: Cassini und INSEE |      |      |      |      |      |      |      |      |

## Gemeindepartnerschaft
Mit der deutschen Gemeinde Lenningen in Baden-Württemberg besteht eine Partnerschaft.

## Sehenswürdigkeiten
- Kapelle Notre-Dame Trouvée aus dem 13./14. Jahrhundert
- Kirche Saint-Pierre
- Kanalmuseum
- Halle der Kettenschleppschiffe
- Schiffstunnel (Länge 3,333 Kilometer)

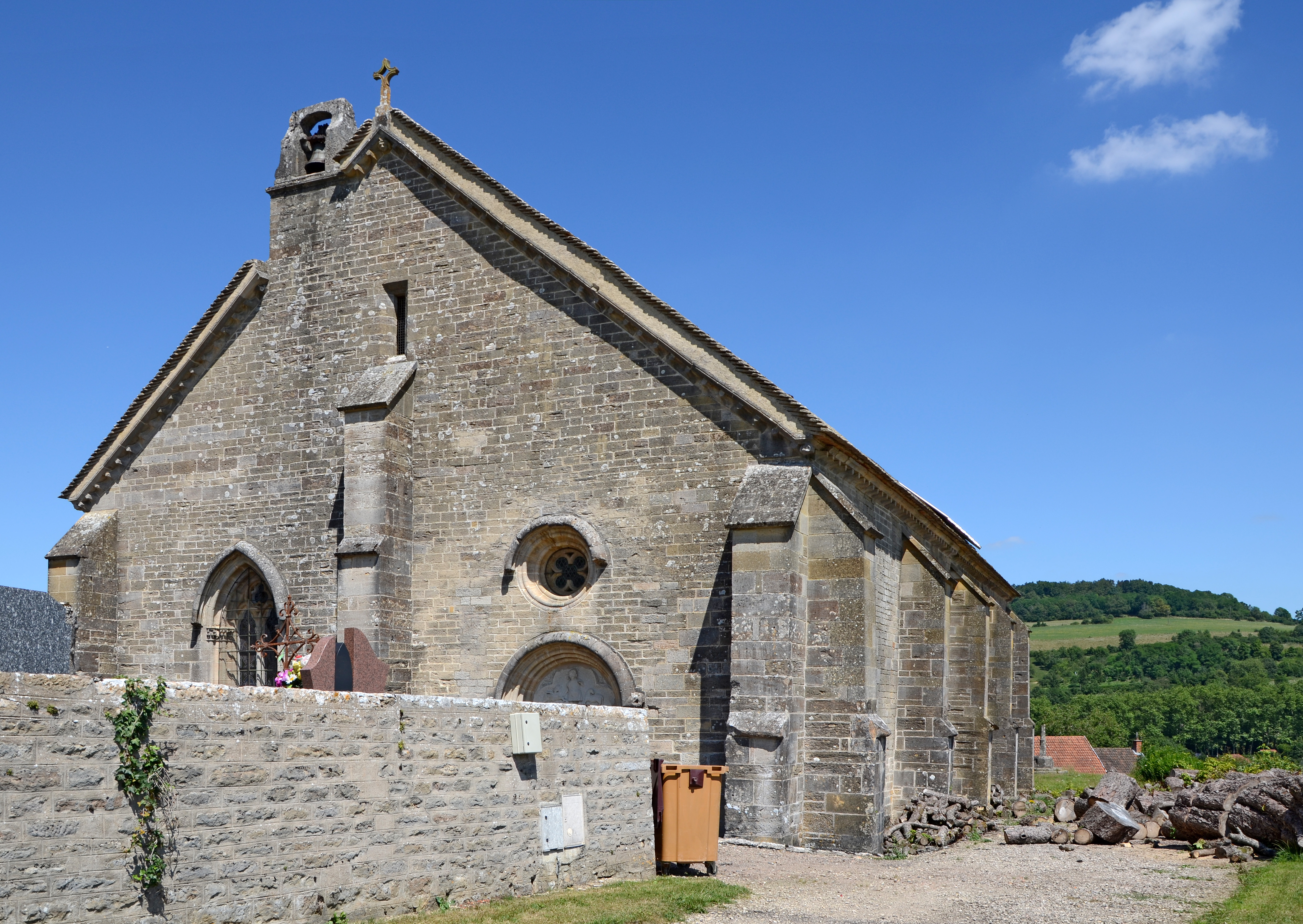
Kapelle Notre-Dame Trouvée
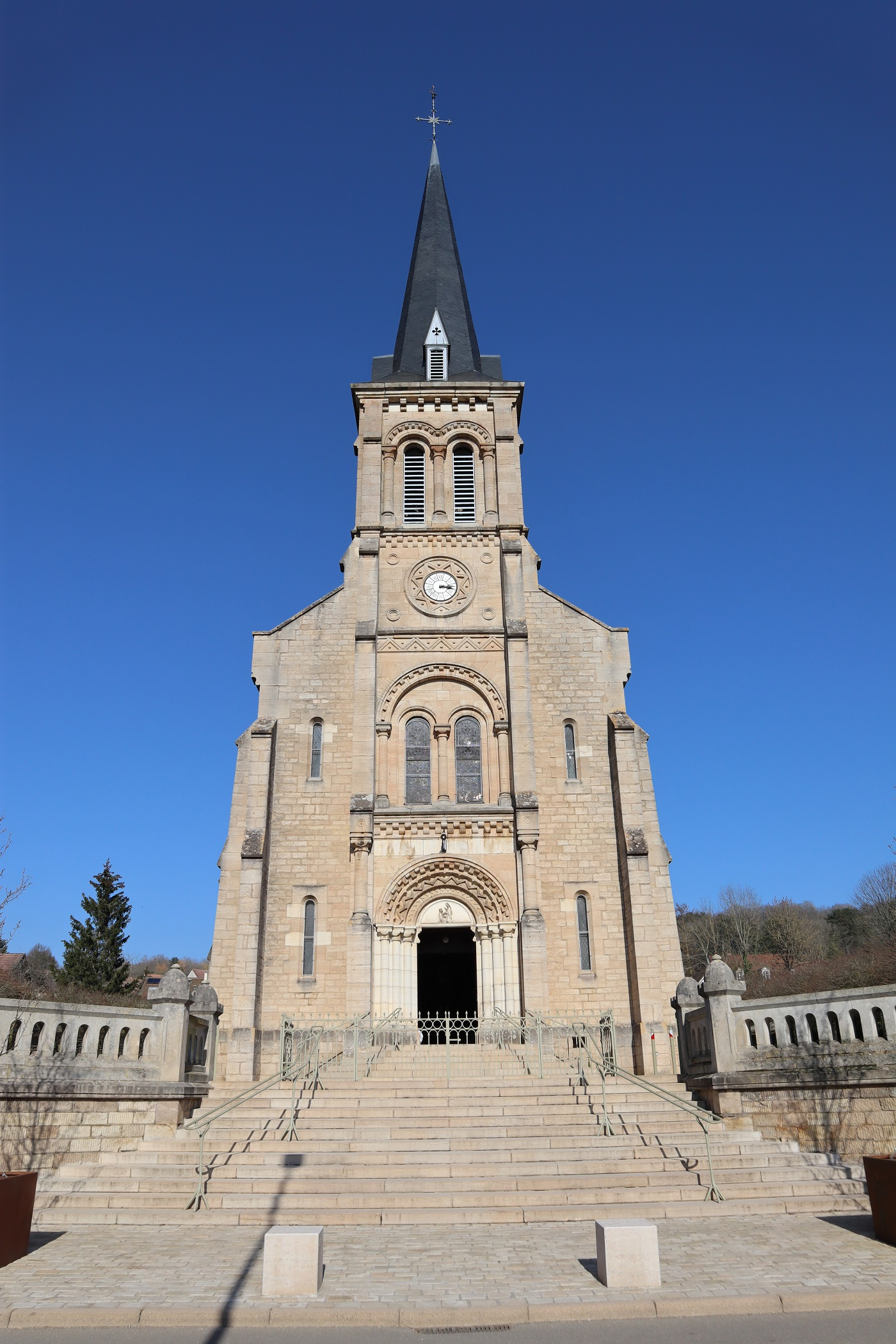
Kirche Saint-Pierre